# 唐古红景天
唐古红景天（学名：Rhodiola algida）为景天科红景天属的植物，为中国的特有植物。分布在中国大陆的宁夏、青海、四川、甘肃等地，生长于海拔2,000米至4,700米的地区，常生于高山石缝中和近水边，目前尚未由人工引种栽培。

## 异名
- Rhodiola algida (Ledeb.) Fisch. et Mey. var. tangutica (Maxim.) S. H. Fu